# Passaparola

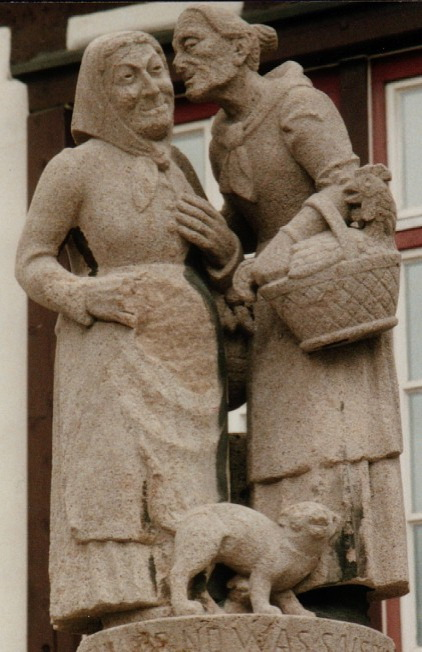
Originaria forma di trasmissione del passaparola, bocca a bocca

Il passaparola indica il diffondersi, attraverso una rete sociale, di informazioni o consigli in forma diretta tra soggetti.

## Caratteristiche
Il termine deriva dal gergo militare, ove indica la trasmissione rapida e sottovoce di ordine da una estremità all'altra di una fila di soldati. È altresì un gioco, che consiste nel comunicare rapidamente e a bassa voce una parola o una frase tra persone disposte in fila o in cerchio, per poi verificare quanto il messaggio di partenza si sia trasformato giungendo all'ultima persona del gruppo.
Da sempre il passaparola definisce una informazione passata di bocca in bocca tra soggetti. È tema di studio nelle scienze della comunicazione e in sociologia. Con l'evoluzione dei mass media, hanno iniziato a far parte di questo processo di trasmissione anche le conversazioni telefoniche, i messaggi di testo, le comunicazioni via Internet (tramite blog, forum, social network, posta elettronica), e - più in generale - ogni trasferimento di informazioni che si dipana di soggetto in soggetto.

## Finalità
Il passaparola può essere utilizzato per scopi promozionali attraverso l'applicazione di specifiche strategie di marketing.
In genere il metodo del passaparola è comunemente utilizzato per indicare la trasmissione di un'informazione positiva piuttosto che negativa, ma questa non è una regola.
Il termine passaparola è usato talvolta anche per indicare un semplice rumor, un gossip, un "sentito dire".